# Jules Janin
Jules Gabriel Janin, född 16 februari 1804, död 19 juni 1874, var en fransk författare.
Janin framträdde i brytningen mellan romantiken och den begynnande realismen, debuterade 1829 med en parodiska skräckromanen L'âne morte et la femme guillotinée och utströdde ett par år framåt ett flertal noveller, huvudsakligen i romantisk efterklang men rappa i stilen och lagom fantastiska för att kunna glida in i den nya tidsåldern. Hans noveller finns samlade i Contes fantastiques et contes littéraires (1832) och Contes nouveaux (1833). Mest känd är dock Janin som skapare av prototypen för den i kvick kåsörton hållna, estetiskt indifferenta litteratur- och särskilt teaterkritiken. I nära 40 års tid (från 1836) uppehöll Janin denna kritik i Journal des débats. Hans teaterkritik är delvis utgiven i bokform under den pompösa titeln Histoire de la littérature dramatique (6 band, 1853-1856). Han vann snart ryktbarhet och inflytande Europa runt. I Sverige influerades Oscar Patric Sturzen-Becker starkt av hans stil. Flera av Janins noveller översattes till svenska under 1830- och 40-talen. Hans Œuvres choisies utkom i 12 band 1875-78 och hans Œuvres de jeunesse i 5 band 1881-1883.